# The Indian Brothers
The Indian Brothers er en amerikansk stumfilm fra 1911 af D. W. Griffith.

## Medvirkende
- Frank Opperman
- Wilfred Lucas
- Guy Hedlund
- John T. Dillon
- Francis J. Grandon